# Волынкина (Тюменская область)
Волынкина — упразднённая деревня в Викуловском районе Тюменской области. Входила в состав Поддубровинского сельского поселения. В 2004 году исключена из учётных данных, в связи с прекращением существования.

## География
Располагалась на левом берегу реки Ишим, на расстоянии примерно 5 километре (по прямой) к северу от села Викулово.

## История
До 1917 года входила в состав Викуловской волости Ишимского уезда Тюменской губернии. По данным на 1926 год состояла из 102 хозяйств. В административном отношении являлась центром Волынкинского сельсовета Викуловского района Ишимского округа Уральской области.

## Население
| 1989 | 2002 |
| ---- | ---- |
| 3    | ↘0   |

По данным переписи 1926 года в деревне проживало 411 человек (182 мужчины и 229 женщин), в том числе: русские составляли 98 % населения, цыгане — 2 %.